# کلیپر لجستیکس
کلیپر لجستیکس (انگلیسی: Clipper Logistics) شرکت لجستیک بریتانیایی است، که در سال ۱۹۹۲ تأسیس شد.